# أندرو جيبسون
أندرو جيبسون هو لاعب كرلنغ كندي، ولد في 31 مايو 1979 في هاليفاكس في كندا.

## وصلات خارجية
- أندرو جيبسون على موقع الاتحاد الدولي للكرلنغ (الإنجليزية)